# Lierse Stadsvesten

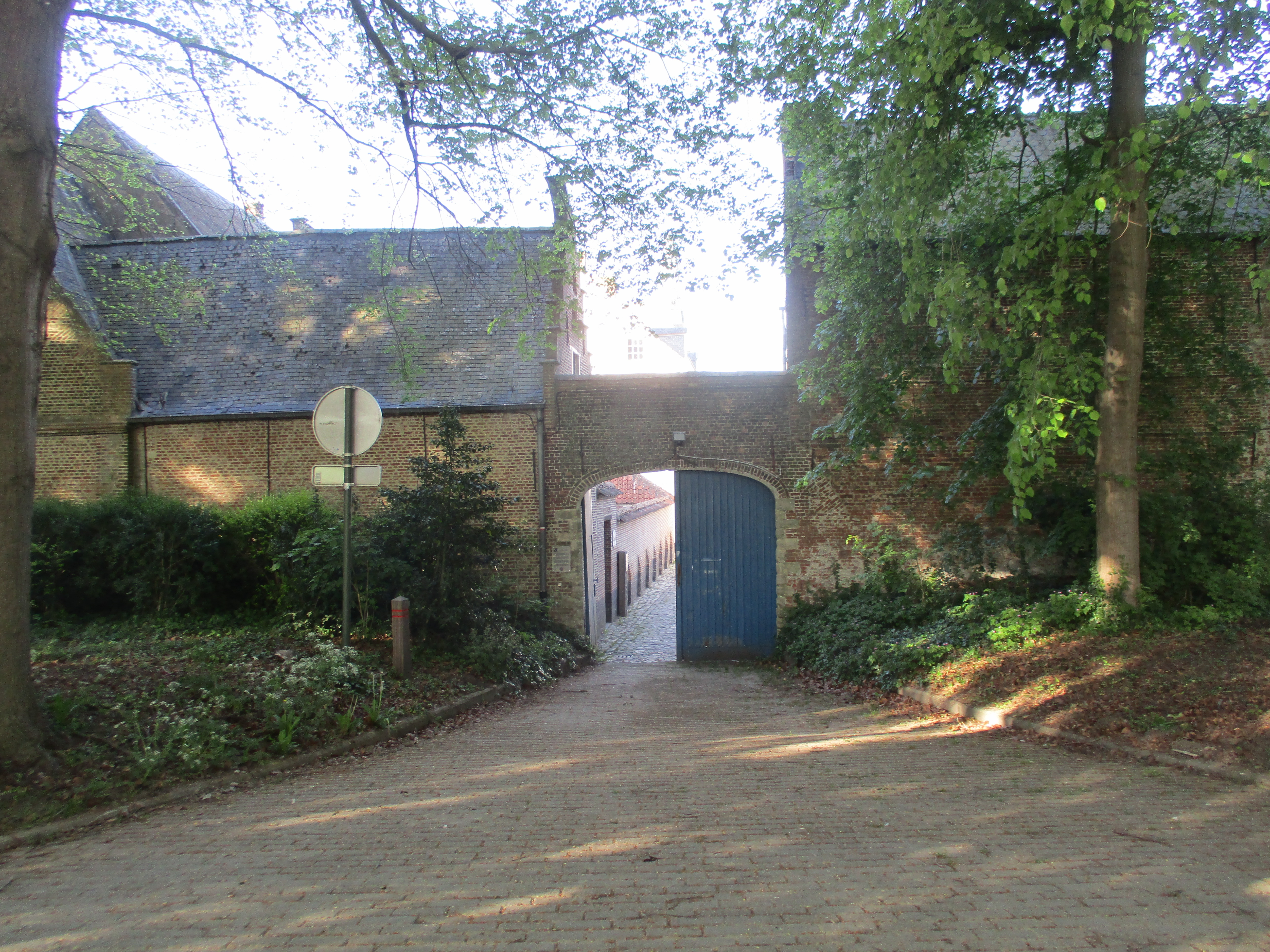
De ingang van het begijnhof via de vesten.

De Lierse stadsvesten, officieel 'stadswandeling' maar simpel 'De vest(en)' in de stadsmond, is een 5 km lange groene corridor rondom de Lierse binnenstad. De naam "vesten" refereert aan de oorspronkelijke vestingmuur, de tweede stadsomwalling. Samen met het Stadspark vormen de vesten de groene long van de binnenstad.

## Geschiedenis
De vesten volgen grotendeels de voormalige tweede stadsomwalling uit de 15e eeuw. Deze was er reeds snel gekomen na de voltooiing van de eerste stadsomwalling uit de 13e eeuw vandaag nog zichtbaar in bepaalde straatnamen). Na slechts 40 jaar werden ze voltooid. Deze omwalling had toen vooral een militaire functie en vormde een bescherming tegen vijandig kanonvuur of invallen. Er was echter ook een economische kant aan verbonden: bij het binnenkomen via de stadspoorten werden er in- en uitvoerrechten geïnd.
In de 19e eeuw hadden de omwallingen geen militair nut meer en werden ze ontmanteld. Vanaf ongeveer 1850 werd de verdedigingsgordel dan geleidelijk genivelleerd en aangeplant. Nu herbergen de vesten een groot aantal waardevolle bomen zoals groene en rode beuk, Japanse pagodeboom, eik, linde, plataan, meelbes, maar ook speciale soorten zoals een honingboom. Vroeger stonden er veel iepen maar door een ziekte zijn die verdwenen.
Sinds 1949 is een deel van de vesten bij regentsbesluit beschermd als landschap.
Sinds 2010 is het donkere stuk tussen de Frederik Peltzerstraat en het Spui verlicht van zonsondergang tot 23 uur en van 6 uur tot zonsopgang. Dit deels voor de vele voetbalsupporters die na de thuismatchen van K. Lierse S.K. via de vest naar het centrum terugkeren. Er bestaan plannen om deze verlichting mogelijk uit te breiden naar andere delen.

## Benaming en bezienswaardigheden
De vesten zijn onderverdeeld en hebben tussen de invalswegen telkens een andere naam. Kloksgewijs vanuit het noorden zijn dat:
- Spuivest: loopt van de Lisperpoort tot aan het Spuihuis.
- Sionsvest: grenst aan de Sionswijk, loopt van het Spuihuis tot aan de Leuvensepoort.
- Leuvensevest: loopt van de Leuvensepoort tot aan de Molpoort.
- Begijnenvest: grenst aan het begijnhof, loopt van de Molpoort tot de Mechelsepoort.
- Davidsvest: bevat een standbeeld van Kanunnik J.B. David (historicus en taalkundige) en 'het cadetje', een standbeeldje tegenover de vroegere kadettenschool Dungelhoeff, loopt van de Mechelsepoort tot de Antwerpsepoort.
- Bergmannvest: loopt parallel met de Anton Bergmannlaan en bevat een standbeeld van Anton Bergmann (advocaat en letterkundige), gemaakt door Frans Joris en met een huldetak gemaakt door Louis Van Boeckel, loopt van de Antwerpsepoort tot de Lisperpoort. Op het grasperk aan de Frederik Peltzerstraat vinden regelmatig evenementen plaats.

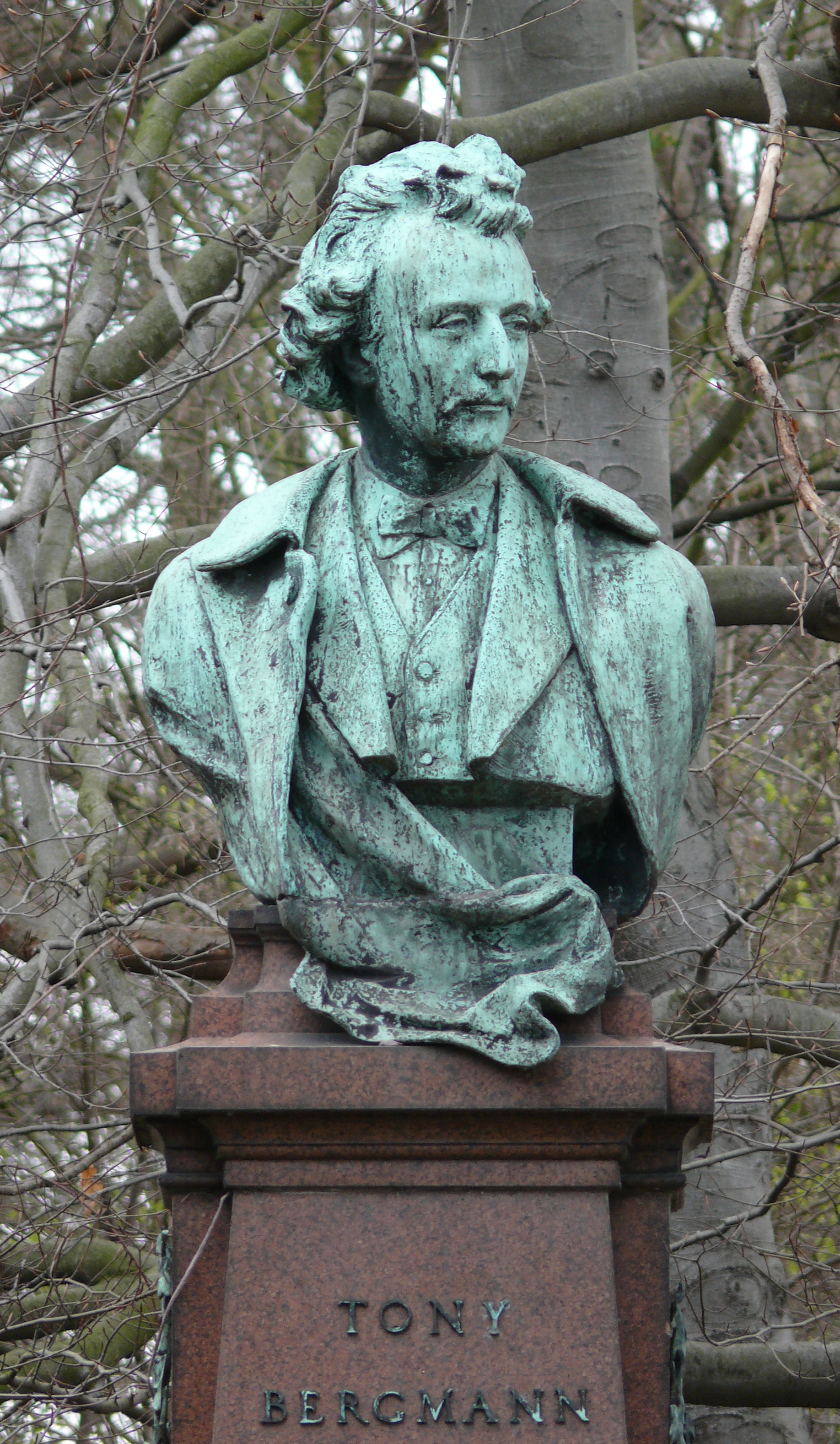
Standbeeld van Anton Bergmann
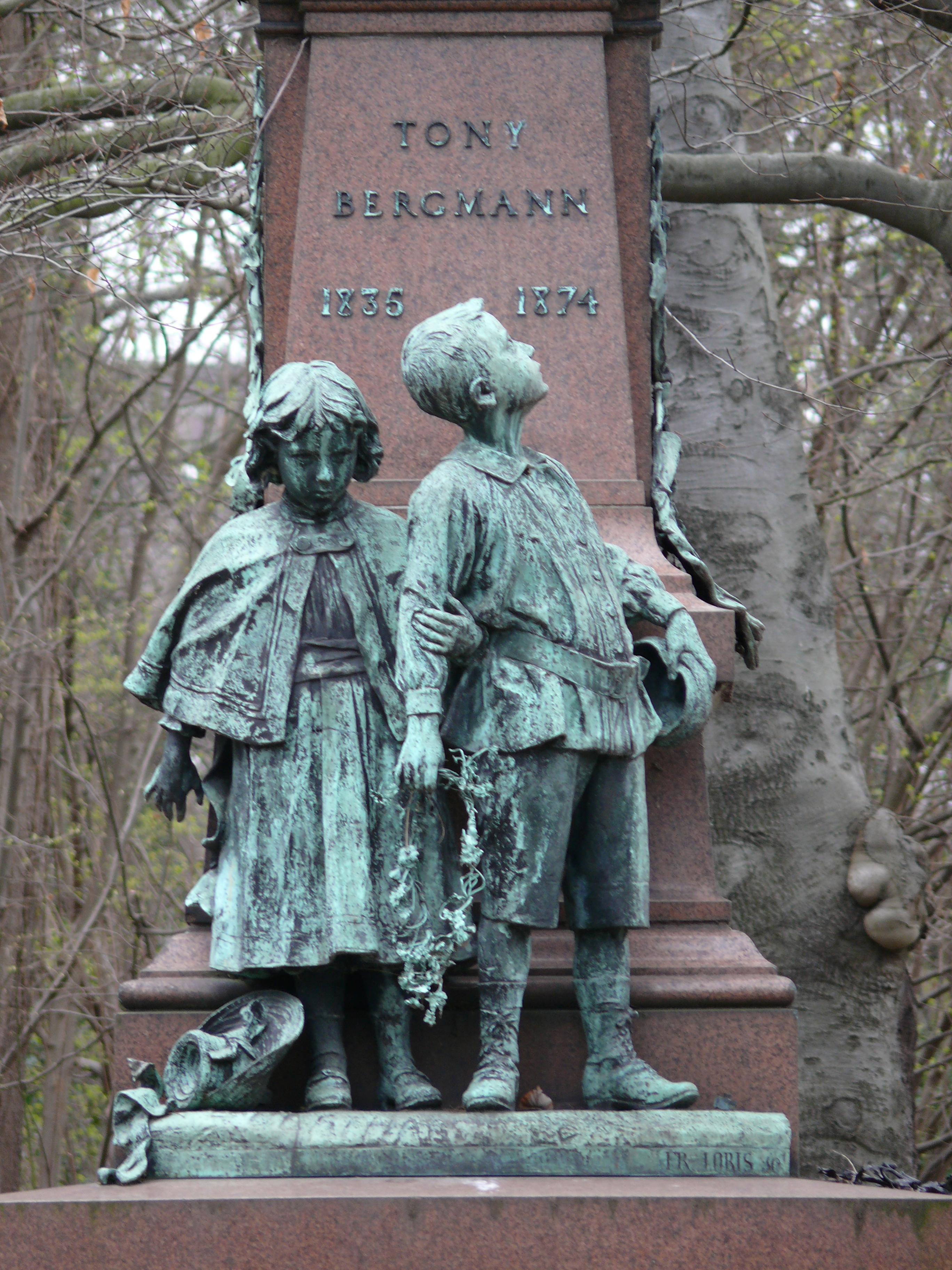
Bertha en Ernest (hoofdfiguren uit Ernest Staas) aan de voet van het standbeeld
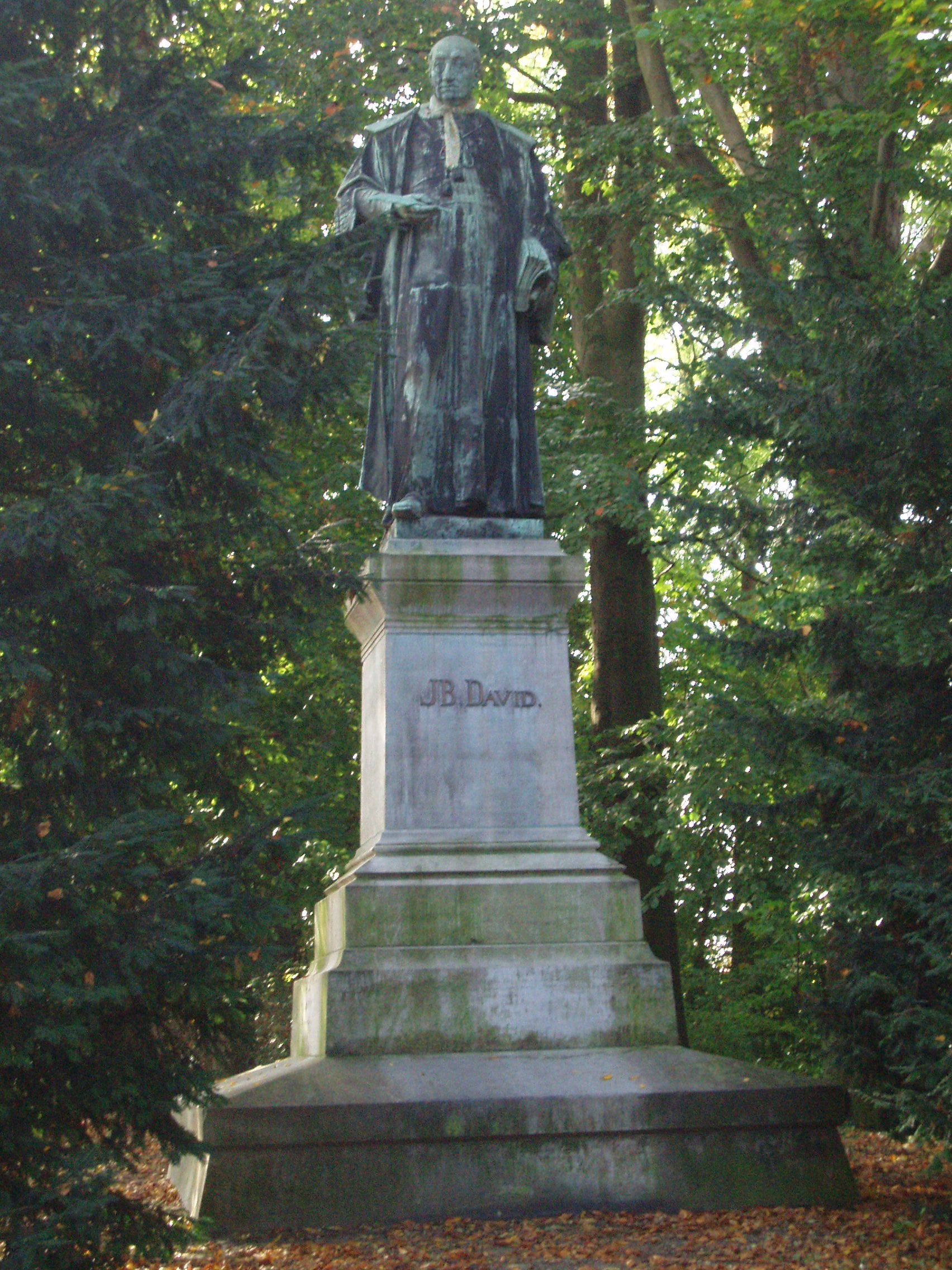
Standbeeld van Jan Baptist David

"Op de eenzame, lommerige Begijnenvest, vanwaar men achter de velden en de Nethe de toren van Mechelen ziet, wandelt een oud begijntje [...]"
 - Felix Timmermans, Schoon Lier, 1925-1927